# Medaglia Buchanan
La medaglia Buchanan fu istituita dalla Royal Society nel 1897 per premiare uno scienziato che si fosse particolarmente distinto nel campo della medicina. In origine veniva assegnata con cadenza quinquennale, ma dal 1996 si è passati ad una cadenza biennale.
È una medaglia in argento con l'effigie di sir George Buchanan ed è accompagnata da un premio in denaro, attualmente di 1.000 sterline

## Elenco premiati
- 1897: John Simon
- 1902: Sydney Arthur Monckton Copeman
- 1907: William Henry Power
- 1912: William Crawford Gorgas
- 1917: Almroth Wright
- 1922: David Bruce
- 1927: Major Greenwood
- 1932: Thorvald Madsen
- 1937: Frederick Fuller Russell
- 1942: Wilson Jameson
- 1947: Edward Mellanby
- 1952: Rickard Christophers
- 1957: Neil Hamilton Fairley
- 1962: Landsborough Thomson
- 1967: Graham Wilson
- 1972: Richard Doll
- 1977: David Evans
- 1982: Frederick Warner
- 1987: Gyorgy Karoly Radda
- 1990: Cyril Clarke
- 1992: D.P. Burkitt
- 1996: N.H. Ashton
- 1998: Barry James Marshall
- 2000: William Stanley Peart
- 2002: Michael Waterfield
- 2004: David Lane
- 2006: Iain MacIntyre
- 2008: Christopher Marshall
- 2010: Peter Cresswell
- 2011: Stephen Jackson Sn
- 2013: Douglas Higgs